# Hidroxid de rubidiu
Hidroxidul de rubidiu este o bază alcătuită dintr-o grupare hidroxil și un atom de rubidiu. Formula sa chimică este RbOH. 
1. ↑  „Hidroxid de rubidiu”, RUBIDIUM HYDROXIDE (în engleză), PubChem, accesat în 6 octombrie 2016